# Renan Zanelli
Renan Zanelli Consilieri (São Paulo, 18 mei 1992) is een voormalig Braziliaans-Italiaans profvoetballer die doorgaans als middenvelder speelde. Anno 2021 speelt hij op laag amateurniveau in Spanje.

## Clubcarrière
Zanelli kwam in de zomer van 2013 samen met teamgenoot Bruno Andrade naar Willem II om daar een proefperiode af te leggen. Na verschillende oefenwedstrijden kregen ze allebei een contract. Zanelli tekende voor twee jaar in Tilburg. Zanelli maakte op 16 augustus zijn debuut voor Willem II in de uitwedstrijd tegen SBV Excelsior (1–2 winst). Hij viel in de 87ste minuut in voor Ali Messaoud. Op 1 september 2014 werd hij voor een jaar verhuurd aan FC Oss. Voor de club uit Oss, uitkomend in de Nederlandse Eerste divisie, maakte Renan Zanelli op 12 september zijn competitiedebuut tegen Almere City FC (4–2 nederlaag). In 2015 verruilde hij Willem II voor Audax São Paulo. Vanaf 2016 speelt hij in Spanje in de Tercera División. Medio 2018 keerde hij terug naar Brazilië bij 
XV de Piracicaba.

### Carrièrestatistieken
| Seizoen         | Club                 | Land            | Competitie      | Competitie | Competitie | Beker | Beker | Internationaal | Internationaal | Overig | Overig | Totaal | Totaal |
| Seizoen         | Club                 | Land            | Competitie      | Wed.       | Dlp.       | Wed.  | Dlp.  | Wed.           | Dlp.           | Wed.   | Dlp.   | Wed.   | Dlp.   |
| --------------- | -------------------- | --------------- | --------------- | ---------- | ---------- | ----- | ----- | -------------- | -------------- | ------ | ------ | ------ | ------ |
| 2011            | Audax São Paulo      | Brazilië        | Série A2        | 1          | 0          | 0     | 0     | 0              | 0              | 0      | 0      | 1      | 0      |
| 2012            | Audax São Paulo      | Brazilië        | Série A2        | 11         | 1          | 0     | 0     | 0              | 0              | 0      | 0      | 11     | 1      |
| 2013            | Audax Rio de Janeiro | Brazilië        | Carioca         | 1          | 0          | 0     | 0     | 0              | 0              | 0      | 0      | 1      | 0      |
| 2013/14         | Willem II            | Nederland       | Eerste divisie  | 8          | 0          | 1     | 0     | 0              | 0              | 0      | 0      | 9      | 0      |
| 2014/15         | Willem II            | Nederland       | Eredivisie      | 1          | 0          | 0     | 0     | 0              | 0              | 0      | 0      | 1      | 0      |
| 2014/15         | → FC Oss             | Nederland       | Eerste divisie  | 7          | 1          | 0     | 0     | 0              | 0              | 0      | 0      | 7      | 1      |
| Carrière totaal | Carrière totaal      | Carrière totaal | Carrière totaal | 29         | 2          | 1     | 0     | 0              | 0              | 0      | 0      | 30     | 2      |